# Shenfield
Shenfield è un sobborgo di pendolari di Brentwood ed ex parrocchia civile, ora nell'area non pareggiata di Brentwood, nel distretto di Brentwood, nell'Essex, in Inghilterra. Nel 2020, si stima che il sobborgo avesse una popolazione di 5.396 abitanti.

## Storia
Il vecchio villaggio (ora città), vicino alla chiesa e al pub Green Dragon, si trova lungo l'originaria strada romana (ora la A1023) che collegava Londra e Colchester.
Nathaniel Ward, un pastore e autore puritano, fu nominato ministro della chiesa di Shenfield nel 1648 e mantenne tale carica fino alla sua morte nel 1652.
Nel 1870-1872, l'Imperial Gazetteer of England and Wales di John Marius Wilson descrisse Shenfield in questo modo:
(Imperial Gazetteer of England and Wales)
Il 1º aprile 1934 la parrocchia fu abolita e fusa con Brentwood e parte andò anche a Mountnessing.

## Geografia

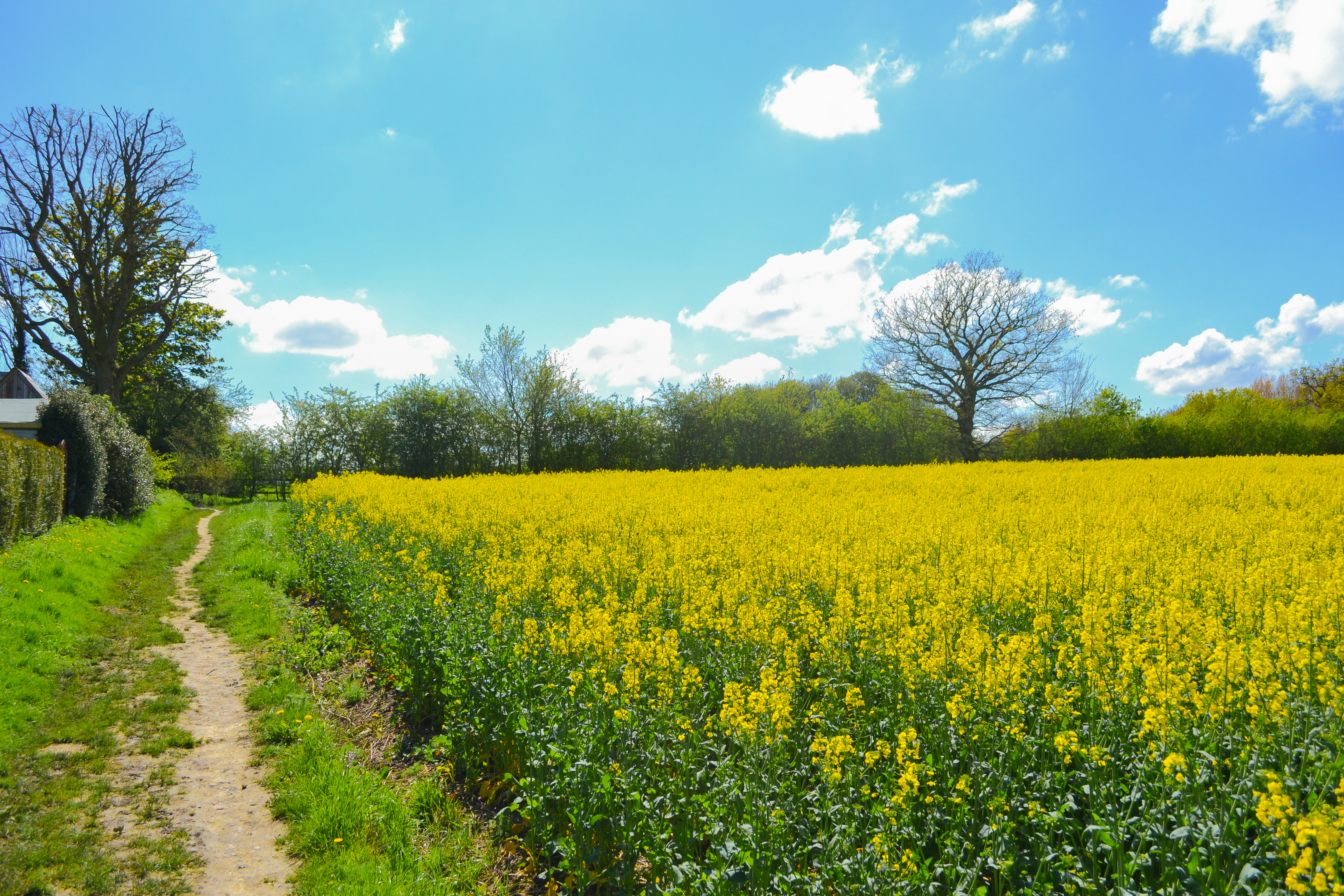
Campi di canola a Shenfield

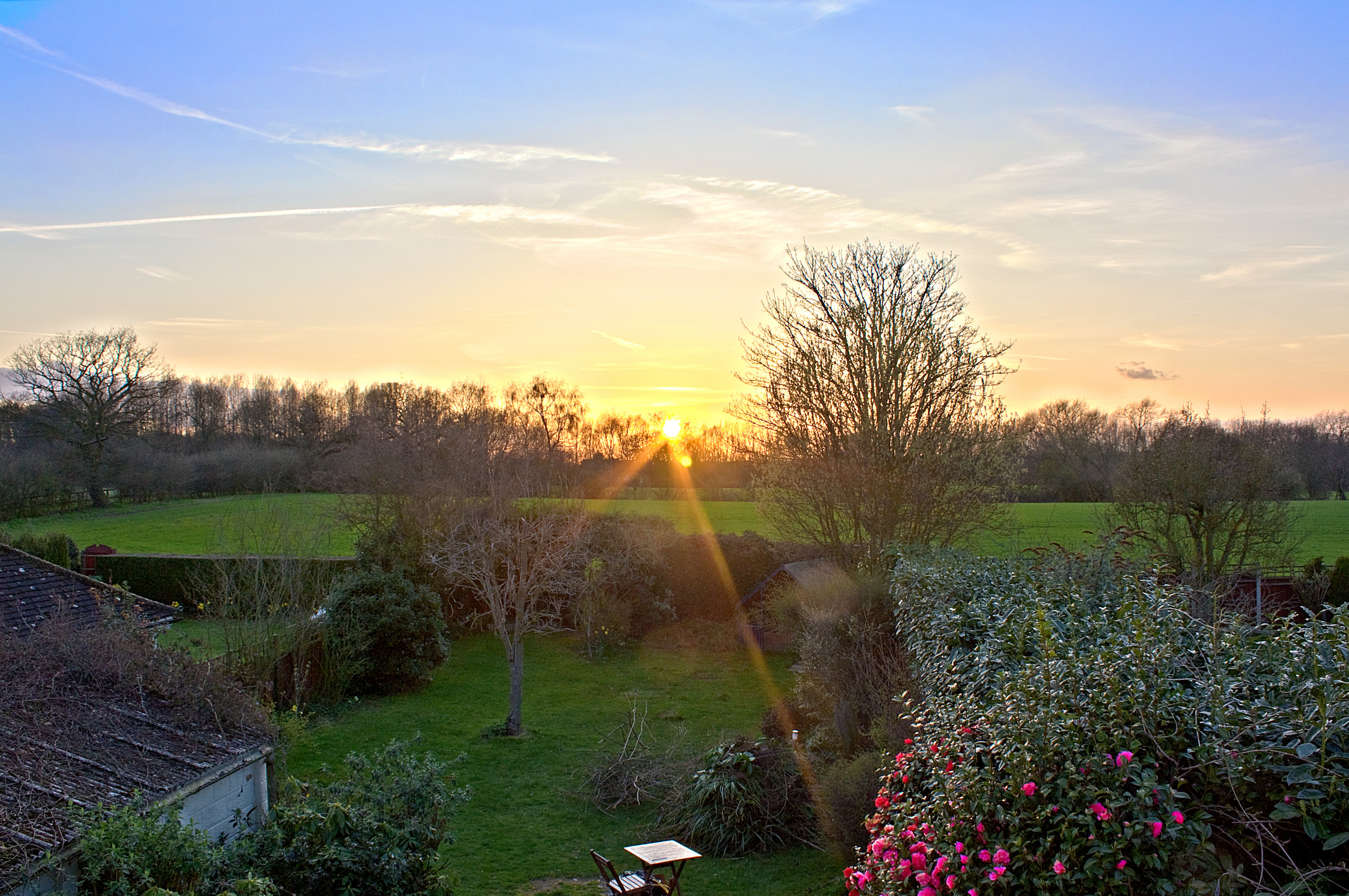
La cintura verde dietro la fila di case più settentrionale di Chelmsford Road.

Shenfield, con Hutton, fa parte della conurbazione di Brentwood. Il centro cittadino originario si trova a 1,6 km a nord-est del centro di Brentwood. A parte alcune piccole aree industriali e una zona commerciale modesta ma trafficata, Shenfield funge principalmente da dormitorio per i pendolari diretti a Londra e alle città circostanti come Romford e Basildon. Ciò è facilitato dall'accesso alla A12 e alla M25 e ai servizi ferroviari.
La chiesa parrocchiale è dedicata a Santa Maria Vergine e nelle vicinanze si trova la scuola elementare di Santa Maria.
La città di Hutton, a est di Shenfield, costituisce gran parte parte dell'abitato.

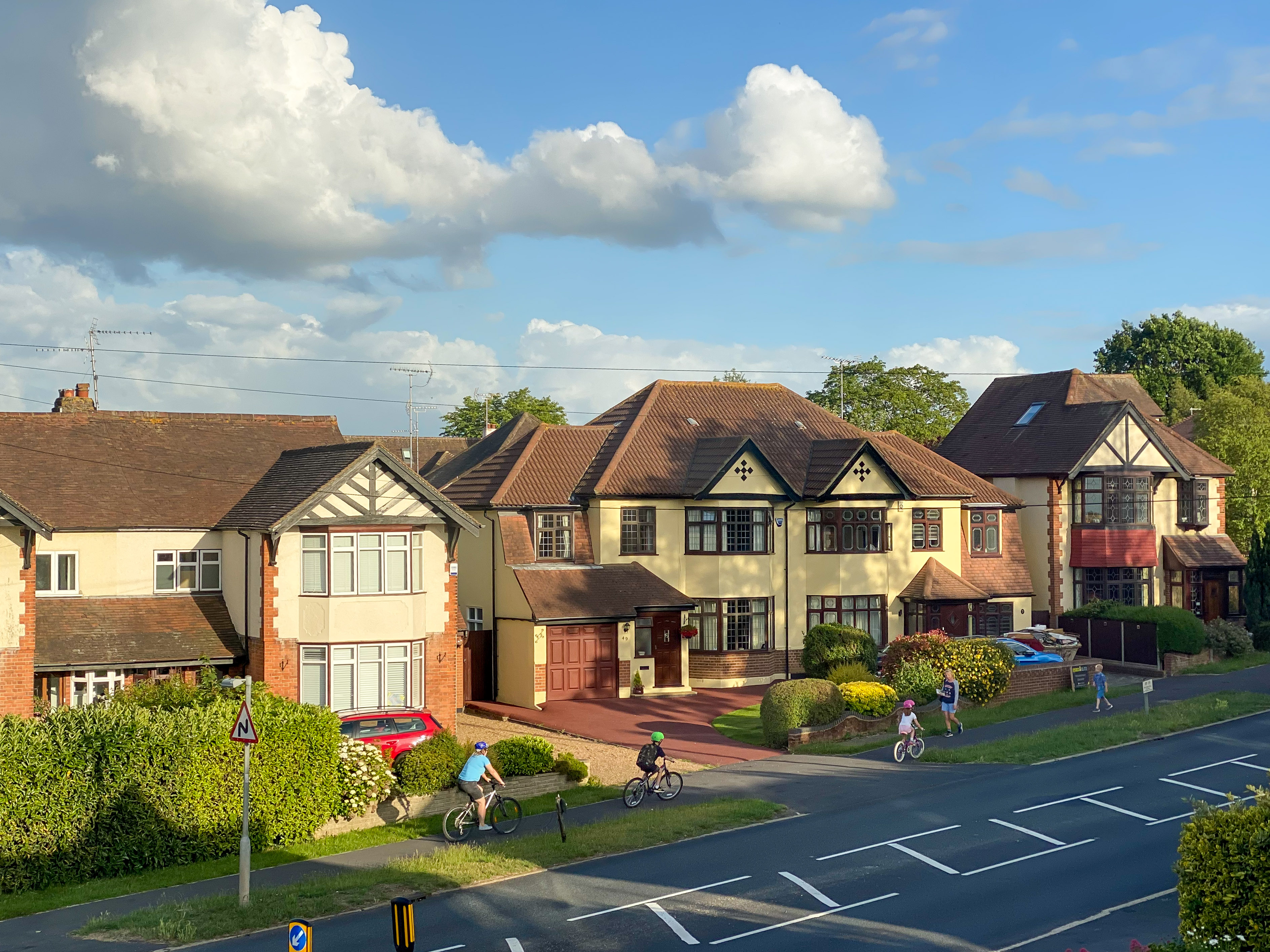
Fila di case in Chelmsford Road, Shenfield.

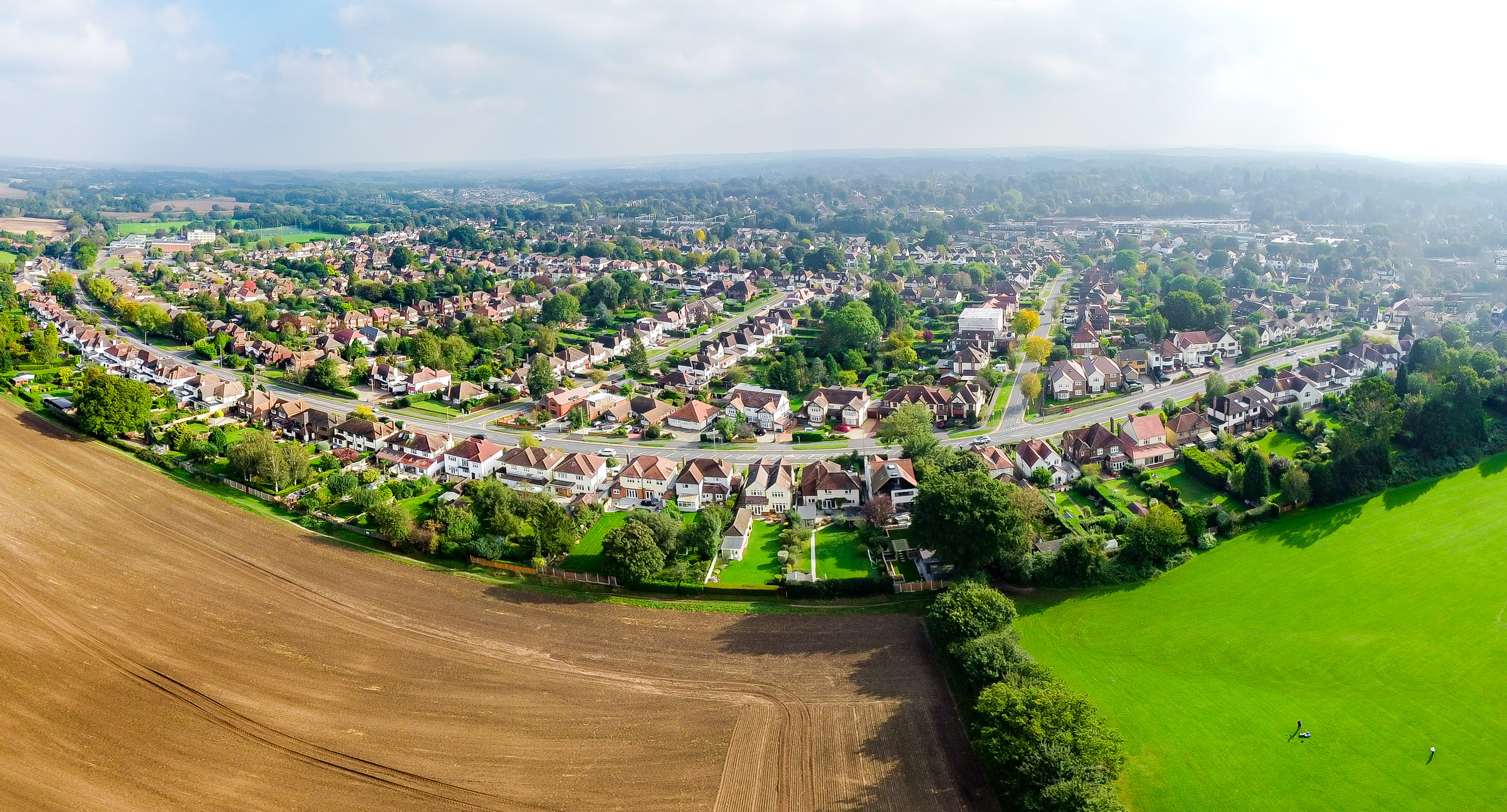
Shenfield vista dall'alto

## Sport e tempo libero
La città ospita lo Shenfield Cricket Club, fondato nel 1921 e situato sui Courage Playing Fields. Il terreno è stato concesso dalla famiglia di birrai Courage per l'uso da parte del club di cricket. Lo stemma del club è un galletto, che riecheggia sia il marchio Courage che la banderuola sulla chiesa di Santa Maria.
I Courage Playing Fields contengono anche un'area giochi per bambini. Ci sono altri campi da gioco su Alexander Lane, vicino alla Shenfield High School.
La stazione di Shenfield si trova sulla Great Eastern Main Line ed è uno snodo per i servizi per Southend (e la linea Southminster a cui si accede cambiando a Wickford). I servizi sono gestiti da Abellio Greater Anglia. Shenfield è anche il capolinea del servizio a tutte le fermate per Londra Liverpool Street operato da TfL Rail, con frequenze non di punta di 6 treni all'ora. La stazione si trova all'estremità orientale della strada principale.
L'importanza di Shenfield nell'area metropolitana di Londra è aumentata dopo l'apertura della Elizabeth line il 24 maggio 2022 poiché la città è divenuta il capolinea orientale della nuova linea.
I servizi di treni veloci raggiungono Liverpool Street in 20-25 minuti. I servizi ferroviari lenti, operanti come TfL Rail prima dell'entrata in servizio della Elizabeth line impiegavano 40 minuti per lo stesso percorso.
La costruzione di Crossrail, ora Elizabet line, ha portato a significative interruzioni delle operazioni ferroviarie che attraversano Shenfield negli ultimi anni, in particolare nei fine settimana e nei giorni festivi.